# Eleições legislativas portuguesas de 1976 no distrito de Viseu
| Eleições legislativas portuguesas de 1976 Distritos: Aveiro \| Beja \| Braga \| Bragança \| Castelo Branco \| Coimbra \| Évora \| Faro \| Guarda \| Leiria \| Lisboa \| Portalegre \| Porto \| Santarém \| Setúbal \| Viana do Castelo \| Vila Real \| Viseu \| Açores \| Madeira \| Estrangeiro |

## Resultados por Concelho
Os resultados nos concelhos do Distrito de Viseu foram os seguintes:

### Armamar
| Partido                 | Partido                      | Votos | %               |
| ----------------------- | ---------------------------- | ----- | --------------- |
|                         | Partido Popular Democrático  | 1 795 | 35,94 / 100,00  |
|                         | Centro Democrático e Social  | 1 547 | 30,98 / 100,00  |
|                         | Partido Socialista           | 958   | 19,18 / 100,00  |
|                         | Partido Comunista Português  | 83    | 1,66 / 100,00   |
|                         | Partido da Democracia Cristã | 62    | 1,24 / 100,00   |
|                         | Partido Popular Monárquico   | 62    | 1,24 / 100,00   |
|                         | União Democrática Popular    | 51    | 1,02 / 100,00   |
|                         | Outros                       | 120   | 2,40 / 100,00   |
| Votos Inválidos         | Votos Inválidos              | 316   | 6,33 / 100,00   |
| Total                   | Total                        | 4 994 | 100,00 / 100,00 |
| Eleitorado/Participação | Eleitorado/Participação      | 6 121 | 81,59 / 100,00  |

### Carregal do Sal
| Partido                 | Partido                      | Votos | %               |
| ----------------------- | ---------------------------- | ----- | --------------- |
|                         | Partido Popular Democrático  | 2 424 | 39,94 / 100,00  |
|                         | Partido Socialista           | 1 447 | 23,84 / 100,00  |
|                         | Centro Democrático e Social  | 1 304 | 21,49 / 100,00  |
|                         | Partido Comunista Português  | 131   | 2,16 / 100,00   |
|                         | União Democrática Popular    | 112   | 1,85 / 100,00   |
|                         | Partido da Democracia Cristã | 76    | 1,25 / 100,00   |
|                         | Partido Popular Monárquico   | 69    | 1,14 / 100,00   |
|                         | Outros                       | 164   | 2,71 / 100,00   |
| Votos Inválidos         | Votos Inválidos              | 342   | 5,64 / 100,00   |
| Total                   | Total                        | 6 069 | 100,00 / 100,00 |
| Eleitorado/Participação | Eleitorado/Participação      | 7 495 | 80,97 / 100,00  |

### Castro Daire
| Partido                 | Partido                      | Votos  | %               |
| ----------------------- | ---------------------------- | ------ | --------------- |
|                         | Partido Popular Democrático  | 4 272  | 42,96 / 100,00  |
|                         | Centro Democrático e Social  | 2 153  | 21,65 / 100,00  |
|                         | Partido Socialista           | 1 905  | 19,16 / 100,00  |
|                         | Partido Comunista Português  | 166    | 1,67 / 100,00   |
|                         | Partido da Democracia Cristã | 161    | 1,62 / 100,00   |
|                         | Partido Popular Monárquico   | 123    | 1,24 / 100,00   |
|                         | Outros                       | 315    | 3,16 / 100,00   |
| Votos Inválidos         | Votos Inválidos              | 850    | 8,55 / 100,00   |
| Total                   | Total                        | 9 945  | 100,00 / 100,00 |
| Eleitorado/Participação | Eleitorado/Participação      | 13 581 | 73,23 / 100,00  |

### Cinfães
| Partido                 | Partido                      | Votos  | %               |
| ----------------------- | ---------------------------- | ------ | --------------- |
|                         | Centro Democrático e Social  | 4 889  | 38,03 / 100,00  |
|                         | Partido Socialista           | 3 186  | 24,78 / 100,00  |
|                         | Partido Popular Democrático  | 3 145  | 24,46 / 100,00  |
|                         | Partido Comunista Português  | 238    | 1,85 / 100,00   |
|                         | Partido da Democracia Cristã | 218    | 1,70 / 100,00   |
|                         | Partido Popular Monárquico   | 152    | 1,18 / 100,00   |
|                         | União Democrática Popular    | 129    | 1,00 / 100,00   |
|                         | Outros                       | 412    | 3,19 / 100,00   |
| Votos Inválidos         | Votos Inválidos              | 487    | 3,79 / 100,00   |
| Total                   | Total                        | 12 856 | 100,00 / 100,00 |
| Eleitorado/Participação | Eleitorado/Participação      | 16 671 | 77,12 / 100,00  |

### Lamego
| Partido                 | Partido                     | Votos  | %               |
| ----------------------- | --------------------------- | ------ | --------------- |
|                         | Partido Popular Democrático | 4 508  | 27,87 / 100,00  |
|                         | Partido Socialista          | 4 503  | 27,83 / 100,00  |
|                         | Centro Democrático e Social | 4 425  | 27,35 / 100,00  |
|                         | Partido Comunista Português | 648    | 4,01 / 100,00   |
|                         | Partido Popular Monárquico  | 174    | 1,08 / 100,00   |
|                         | Outros                      | 607    | 3,74 / 100,00   |
| Votos Inválidos         | Votos Inválidos             | 1 313  | 8,12 / 100,00   |
| Total                   | Total                       | 16 178 | 100,00 / 100,00 |
| Eleitorado/Participação | Eleitorado/Participação     | 20 841 | 77,63 / 100,00  |

### Mangualde
| Partido                 | Partido                     | Votos  | %               |
| ----------------------- | --------------------------- | ------ | --------------- |
|                         | Centro Democrático e Social | 3 976  | 35,26 / 100,00  |
|                         | Partido Socialista          | 3 151  | 27,95 / 100,00  |
|                         | Partido Popular Democrático | 2 725  | 24,17 / 100,00  |
|                         | Partido Comunista Português | 271    | 2,40 / 100,00   |
|                         | Outros                      | 594    | 5,29 / 100,00   |
| Votos Inválidos         | Votos Inválidos             | 558    | 4,94 / 100,00   |
| Total                   | Total                       | 11 275 | 100,00 / 100,00 |
| Eleitorado/Participação | Eleitorado/Participação     | 14 471 | 77,91 / 100,00  |

### Moimenta da Beira
| Partido                 | Partido                      | Votos | %               |
| ----------------------- | ---------------------------- | ----- | --------------- |
|                         | Partido Popular Democrático  | 2 077 | 33,17 / 100,00  |
|                         | Centro Democrático e Social  | 1 789 | 28,57 / 100,00  |
|                         | Partido Socialista           | 1 434 | 22,90 / 100,00  |
|                         | Partido Comunista Português  | 242   | 3,86 / 100,00   |
|                         | Partido da Democracia Cristã | 76    | 1,21 / 100,00   |
|                         | Outros                       | 243   | 3,89 / 100,00   |
| Votos Inválidos         | Votos Inválidos              | 401   | 6,40 / 100,00   |
| Total                   | Total                        | 6 262 | 100,00 / 100,00 |
| Eleitorado/Participação | Eleitorado/Participação      | 8 167 | 76,67 / 100,00  |

### Mortágua
| Partido                 | Partido                      | Votos | %               |
| ----------------------- | ---------------------------- | ----- | --------------- |
|                         | Partido Popular Democrático  | 2 411 | 46,33 / 100,00  |
|                         | Partido Socialista           | 1 426 | 27,40 / 100,00  |
|                         | Centro Democrático e Social  | 705   | 13,55 / 100,00  |
|                         | Partido Comunista Português  | 184   | 3,54 / 100,00   |
|                         | Partido da Democracia Cristã | 67    | 1,29 / 100,00   |
|                         | Outros                       | 169   | 3,25 / 100,00   |
| Votos Inválidos         | Votos Inválidos              | 242   | 4,65 / 100,00   |
| Total                   | Total                        | 5 204 | 100,00 / 100,00 |
| Eleitorado/Participação | Eleitorado/Participação      | 7 631 | 68,20 / 100,00  |

### Nelas
| Partido                 | Partido                     | Votos | %               |
| ----------------------- | --------------------------- | ----- | --------------- |
|                         | Partido Socialista          | 2 929 | 38,22 / 100,00  |
|                         | Partido Popular Democrático | 1 969 | 25,69 / 100,00  |
|                         | Centro Democrático e Social | 1 645 | 21,46 / 100,00  |
|                         | Partido Comunista Português | 228   | 2,97 / 100,00   |
|                         | União Democrática Popular   | 172   | 2,24 / 100,00   |
|                         | Partido Popular Monárquico  | 105   | 1,37 / 100,00   |
|                         | Outros                      | 214   | 2,80 / 100,00   |
| Votos Inválidos         | Votos Inválidos             | 402   | 5,25 / 100,00   |
| Total                   | Total                       | 7 664 | 100,00 / 100,00 |
| Eleitorado/Participação | Eleitorado/Participação     | 9 807 | 78,15 / 100,00  |

### Oliveira de Frades
| Partido                 | Partido                      | Votos | %               |
| ----------------------- | ---------------------------- | ----- | --------------- |
|                         | Centro Democrático e Social  | 2 324 | 41,18 / 100,00  |
|                         | Partido Popular Democrático  | 1 944 | 34,45 / 100,00  |
|                         | Partido Socialista           | 836   | 14,81 / 100,00  |
|                         | Partido Comunista Português  | 100   | 1,77 / 100,00   |
|                         | Partido da Democracia Cristã | 64    | 1,13 / 100,00   |
|                         | Outros                       | 173   | 3,07 / 100,00   |
| Votos Inválidos         | Votos Inválidos              | 202   | 3,58 / 100,00   |
| Total                   | Total                        | 5 643 | 100,00 / 100,00 |
| Eleitorado/Participação | Eleitorado/Participação      | 6 944 | 81,26 / 100,00  |

### Penalva do Castelo
| Partido                 | Partido                      | Votos | %               |
| ----------------------- | ---------------------------- | ----- | --------------- |
|                         | Centro Democrático e Social  | 1 919 | 34,61 / 100,00  |
|                         | Partido Popular Democrático  | 1 604 | 28,93 / 100,00  |
|                         | Partido Socialista           | 1 265 | 22,81 / 100,00  |
|                         | Partido Comunista Português  | 59    | 1,06 / 100,00   |
|                         | Partido da Democracia Cristã | 59    | 1,06 / 100,00   |
|                         | Outros                       | 214   | 3,86 / 100,00   |
| Votos Inválidos         | Votos Inválidos              | 425   | 7,66 / 100,00   |
| Total                   | Total                        | 5 545 | 100,00 / 100,00 |
| Eleitorado/Participação | Eleitorado/Participação      | 7 168 | 77,36 / 100,00  |

### Penedono
| Partido                 | Partido                     | Votos | %               |
| ----------------------- | --------------------------- | ----- | --------------- |
|                         | Partido Popular Democrático | 603   | 28,55 / 100,00  |
|                         | Centro Democrático e Social | 586   | 27,75 / 100,00  |
|                         | Partido Socialista          | 486   | 23,01 / 100,00  |
|                         | Partido Comunista Português | 72    | 3,41 / 100,00   |
|                         | MRPP                        | 31    | 1,47 / 100,00   |
|                         | Outros                      | 97    | 4,59 / 100,00   |
| Votos Inválidos         | Votos Inválidos             | 237   | 11,22 / 100,00  |
| Total                   | Total                       | 2 112 | 100,00 / 100,00 |
| Eleitorado/Participação | Eleitorado/Participação     | 2 821 | 74,87 / 100,00  |

### Resende
| Partido                 | Partido                      | Votos | %               |
| ----------------------- | ---------------------------- | ----- | --------------- |
|                         | Partido Popular Democrático  | 2 842 | 37,72 / 100,00  |
|                         | Partido Socialista           | 2 135 | 28,34 / 100,00  |
|                         | Centro Democrático e Social  | 1 184 | 15,72 / 100,00  |
|                         | Partido Comunista Português  | 114   | 1,51 / 100,00   |
|                         | Partido Popular Monárquico   | 102   | 1,35 / 100,00   |
|                         | Partido da Democracia Cristã | 97    | 1,29 / 100,00   |
|                         | Outros                       | 271   | 3,59 / 100,00   |
| Votos Inválidos         | Votos Inválidos              | 789   | 10,47 / 100,00  |
| Total                   | Total                        | 7 534 | 100,00 / 100,00 |
| Eleitorado/Participação | Eleitorado/Participação      | 9 864 | 76,38 / 100,00  |

### Santa Comba Dão
| Partido                 | Partido                      | Votos | %               |
| ----------------------- | ---------------------------- | ----- | --------------- |
|                         | Partido Popular Democrático  | 2 661 | 36,21 / 100,00  |
|                         | Centro Democrático e Social  | 2 056 | 27,98 / 100,00  |
|                         | Partido Socialista           | 1 683 | 22,90 / 100,00  |
|                         | Partido Comunista Português  | 94    | 1,28 / 100,00   |
|                         | Partido Popular Monárquico   | 84    | 1,14 / 100,00   |
|                         | Partido da Democracia Cristã | 77    | 1,05 / 100,00   |
|                         | Outros                       | 245   | 3,35 / 100,00   |
| Votos Inválidos         | Votos Inválidos              | 449   | 6,11 / 100,00   |
| Total                   | Total                        | 7 349 | 100,00 / 100,00 |
| Eleitorado/Participação | Eleitorado/Participação      | 9 175 | 80,10 / 100,00  |

### São João da Pesqueira
| Partido                 | Partido                      | Votos | %               |
| ----------------------- | ---------------------------- | ----- | --------------- |
|                         | Partido Popular Democrático  | 2 127 | 36,17 / 100,00  |
|                         | Partido Socialista           | 1 620 | 27,55 / 100,00  |
|                         | Centro Democrático e Social  | 1 222 | 20,78 / 100,00  |
|                         | Partido Comunista Português  | 211   | 3,59 / 100,00   |
|                         | União Democrática Popular    | 69    | 1,17 / 100,00   |
|                         | Partido da Democracia Cristã | 61    | 1,04 / 100,00   |
|                         | Outros                       | 200   | 3,41 / 100,00   |
| Votos Inválidos         | Votos Inválidos              | 371   | 6,31 / 100,00   |
| Total                   | Total                        | 5 881 | 100,00 / 100,00 |
| Eleitorado/Participação | Eleitorado/Participação      | 7 573 | 77,66 / 100,00  |

### São Pedro do Sul
| Partido                 | Partido                      | Votos  | %               |
| ----------------------- | ---------------------------- | ------ | --------------- |
|                         | Partido Popular Democrático  | 4 204  | 37,82 / 100,00  |
|                         | Partido Socialista           | 3 115  | 28,02 / 100,00  |
|                         | Centro Democrático e Social  | 2 164  | 19,47 / 100,00  |
|                         | Partido Comunista Português  | 360    | 3,24 / 100,00   |
|                         | Partido da Democracia Cristã | 126    | 1,13 / 100,00   |
|                         | Outros                       | 432    | 3,88 / 100,00   |
| Votos Inválidos         | Votos Inválidos              | 716    | 6,44 / 100,00   |
| Total                   | Total                        | 11 117 | 100,00 / 100,00 |
| Eleitorado/Participação | Eleitorado/Participação      | 14 464 | 76,86 / 100,00  |

### Sátão
| Partido                 | Partido                      | Votos | %               |
| ----------------------- | ---------------------------- | ----- | --------------- |
|                         | Centro Democrático e Social  | 3 411 | 50,48 / 100,00  |
|                         | Partido Popular Democrático  | 1 781 | 26,36 / 100,00  |
|                         | Partido Socialista           | 876   | 12,96 / 100,00  |
|                         | Partido da Democracia Cristã | 71    | 1,05 / 100,00   |
|                         | Outros                       | 238   | 3,51 / 100,00   |
| Votos Inválidos         | Votos Inválidos              | 380   | 5,63 / 100,00   |
| Total                   | Total                        | 6 757 | 100,00 / 100,00 |
| Eleitorado/Participação | Eleitorado/Participação      | 8 738 | 77,33 / 100,00  |

### Sernancelhe
| Partido                 | Partido                      | Votos | %               |
| ----------------------- | ---------------------------- | ----- | --------------- |
|                         | Centro Democrático e Social  | 1 535 | 40,74 / 100,00  |
|                         | Partido Popular Democrático  | 1 010 | 26,80 / 100,00  |
|                         | Partido Socialista           | 729   | 19,35 / 100,00  |
|                         | Partido da Democracia Cristã | 45    | 1,19 / 100,00   |
|                         | União Democrática Popular    | 42    | 1,11 / 100,00   |
|                         | Partido Comunista Português  | 41    | 1,09 / 100,00   |
|                         | Partido Popular Monárquico   | 41    | 1,09 / 100,00   |
|                         | Outros                       | 73    | 1,94 / 100,00   |
| Votos Inválidos         | Votos Inválidos              | 252   | 6,69 / 100,00   |
| Total                   | Total                        | 3 768 | 100,00 / 100,00 |
| Eleitorado/Participação | Eleitorado/Participação      | 4 746 | 79,39 / 100,00  |

### Tabuaço
| Partido                 | Partido                      | Votos | %               |
| ----------------------- | ---------------------------- | ----- | --------------- |
|                         | Partido Popular Democrático  | 1 585 | 33,58 / 100,00  |
|                         | Centro Democrático e Social  | 1 539 | 32,61 / 100,00  |
|                         | Partido Socialista           | 967   | 20,49 / 100,00  |
|                         | Partido da Democracia Cristã | 71    | 1,50 / 100,00   |
|                         | Partido Comunista Português  | 61    | 1,29 / 100,00   |
|                         | Outros                       | 196   | 4,14 / 100,00   |
| Votos Inválidos         | Votos Inválidos              | 301   | 6,37 / 100,00   |
| Total                   | Total                        | 4 720 | 100,00 / 100,00 |
| Eleitorado/Participação | Eleitorado/Participação      | 5 563 | 84,85 / 100,00  |

### Tarouca
| Partido                 | Partido                      | Votos | %               |
| ----------------------- | ---------------------------- | ----- | --------------- |
|                         | Partido Popular Democrático  | 1 371 | 36,78 / 100,00  |
|                         | Centro Democrático e Social  | 1 085 | 29,10 / 100,00  |
|                         | Partido Socialista           | 671   | 18,00 / 100,00  |
|                         | Partido Comunista Português  | 137   | 3,67 / 100,00   |
|                         | Partido da Democracia Cristã | 63    | 1,69 / 100,00   |
|                         | Partido Popular Monárquico   | 44    | 1,18 / 100,00   |
|                         | União Democrática Popular    | 42    | 1,13 / 100,00   |
|                         | Outros                       | 114   | 3,06 / 100,00   |
| Votos Inválidos         | Votos Inválidos              | 201   | 5,39 / 100,00   |
| Total                   | Total                        | 3 728 | 100,00 / 100,00 |
| Eleitorado/Participação | Eleitorado/Participação      | 5 588 | 66,71 / 100,00  |

### Tondela
| Partido                 | Partido                     | Votos  | %               |
| ----------------------- | --------------------------- | ------ | --------------- |
|                         | Centro Democrático e Social | 7 725  | 38,80 / 100,00  |
|                         | Partido Popular Democrático | 5 630  | 28,27 / 100,00  |
|                         | Partido Socialista          | 4 061  | 20,39 / 100,00  |
|                         | Partido Comunista Português | 336    | 1,69 / 100,00   |
|                         | Outros                      | 889    | 4,47 / 100,00   |
| Votos Inválidos         | Votos Inválidos             | 1 271  | 6,38 / 100,00   |
| Total                   | Total                       | 19 912 | 100,00 / 100,00 |
| Eleitorado/Participação | Eleitorado/Participação     | 24 593 | 80,97 / 100,00  |

### Vila Nova de Paiva
| Partido                 | Partido                      | Votos | %               |
| ----------------------- | ---------------------------- | ----- | --------------- |
|                         | Partido Popular Democrático  | 1 199 | 37,12 / 100,00  |
|                         | Centro Democrático e Social  | 1 117 | 34,58 / 100,00  |
|                         | Partido Socialista           | 403   | 12,48 / 100,00  |
|                         | Partido da Democracia Cristã | 45    | 1,39 / 100,00   |
|                         | Partido Comunista Português  | 39    | 1,21 / 100,00   |
|                         | Outros                       | 149   | 4,62 / 100,00   |
| Votos Inválidos         | Votos Inválidos              | 278   | 8,61 / 100,00   |
| Total                   | Total                        | 3 230 | 100,00 / 100,00 |
| Eleitorado/Participação | Eleitorado/Participação      | 4 207 | 76,78 / 100,00  |

### Viseu
| Partido                 | Partido                     | Votos  | %               |
| ----------------------- | --------------------------- | ------ | --------------- |
|                         | Centro Democrático e Social | 14 956 | 35,02 / 100,00  |
|                         | Partido Popular Democrático | 13 862 | 32,46 / 100,00  |
|                         | Partido Socialista          | 8 974  | 21,01 / 100,00  |
|                         | Partido Comunista Português | 941    | 2,20 / 100,00   |
|                         | União Democrática Popular   | 477    | 1,12 / 100,00   |
|                         | Outros                      | 1 615  | 3,78 / 100,00   |
| Votos Inválidos         | Votos Inválidos             | 1 878  | 4,40 / 100,00   |
| Total                   | Total                       | 42 703 | 100,00 / 100,00 |
| Eleitorado/Participação | Eleitorado/Participação     | 51 934 | 82,23 / 100,00  |

### Vouzela
| Partido                 | Partido                      | Votos | %               |
| ----------------------- | ---------------------------- | ----- | --------------- |
|                         | Centro Democrático e Social  | 2 547 | 36,04 / 100,00  |
|                         | Partido Popular Democrático  | 2 403 | 34,00 / 100,00  |
|                         | Partido Socialista           | 1 274 | 18,02 / 100,00  |
|                         | Partido Comunista Português  | 136   | 1,92 / 100,00   |
|                         | Partido da Democracia Cristã | 87    | 1,23 / 100,00   |
|                         | Outros                       | 249   | 3,52 / 100,00   |
| Votos Inválidos         | Votos Inválidos              | 372   | 5,27 / 100,00   |
| Total                   | Total                        | 7 068 | 100,00 / 100,00 |
| Eleitorado/Participação | Eleitorado/Participação      | 9 336 | 75,71 / 100,00  |